# Cannonball (Damien Rice-låt)
Cannonball är en låt av Damien Rice från almbumet O som släpptes den 17 maj 2002 och den 20 oktober 2003. Tjejgruppen Little Mix fick den som vinnarlåt efter att de hade vunnit The X Factor 2011.

## Låstlistor
CD, Irland
1. "Cannonball" (singelversion)
2. "Lonelily" (Originaldemo)
3. "Woman Like a Man" (Live, akustisk version)
4. "Cannonball" (Instrumental, albumversion)

CD, Storbritannien
1. "Cannonball" (live)
2. "Amie" (live)
3. "The Blower's Daughter" (live)

Enhanced CD, Storbritannien
1. "Cannonball" (Radio Remix)
2. "Moody Monday"
3. "Cannonball" (Video)